# 高倉浩樹
高倉 浩樹（たかくら ひろき、1968年 - ）は、日本の社会人類学者。東北大学東北アジア研究センター教授。元地域研究コンソーシアム運営委員長。元日本学術会議会員。

## 人物・経歴
東京都生まれ。宮城県仙台市及び福島県いわき市育ち。1987年福島県立磐城高等学校卒業。1992年上智大学文学部史学科卒業。1997年日本学術振興会特別研究員。1998年東京都立大学大学院社会科学研究科博士課程単位取得、東京都立大学人文学部助手。1999年博士（社会人類学）。
2000年東北大学東北アジア研究センター助教授。2003年ケンブリッジ大学スコット極地研究所客員研究員。2004年国立民族学博物館客員助教授。2007年東北大学東北アジア研究センター准教授。2008年地域研究コンソーシアム運営委員長。2009年北海道立北方民族博物館フェロー。同年ディスプレイデザイン賞受賞。2010年日本文化人類学会理事。2012年東京外国語大学アジア・アフリカ言語文化研究所フェロー。
2012年大同生命地域研究奨励賞及び地域研究コンソーシアム作品賞受賞。2013年東北大学東北アジア研究センター教授。2014年北海道大学スラブ・ユーラシア研究センター共同利用・共同研究拠点運営委員会委員。2016年日本学術会議会員。2017年東北大学東北アジア研究センター長。
2018年東北大学総長特別補佐（研究）、放送大学客員教授。2020年ラップランド大学北極センター科学助言委員会委員。2021年文化庁文化審議会委員。2022年ラップランド大学北極センター客員教授、国立民族学博物館運営会議外部委員。社会人類学、シベリア民族誌学専攻。

## 著書
- 『社会主義の民族誌 : シベリア・トナカイ飼育の風景』東京都立大学出版会 2000年
- 『シベリアとアフリカの遊牧民 : 極北と砂漠で家畜とともに暮らす』（曽我亨と共著）東北大学出版会 2011年
- 『極北の牧畜民サハ : 進化とミクロ適応をめぐるシベリア民族誌』昭和堂 2012年